# Skilift

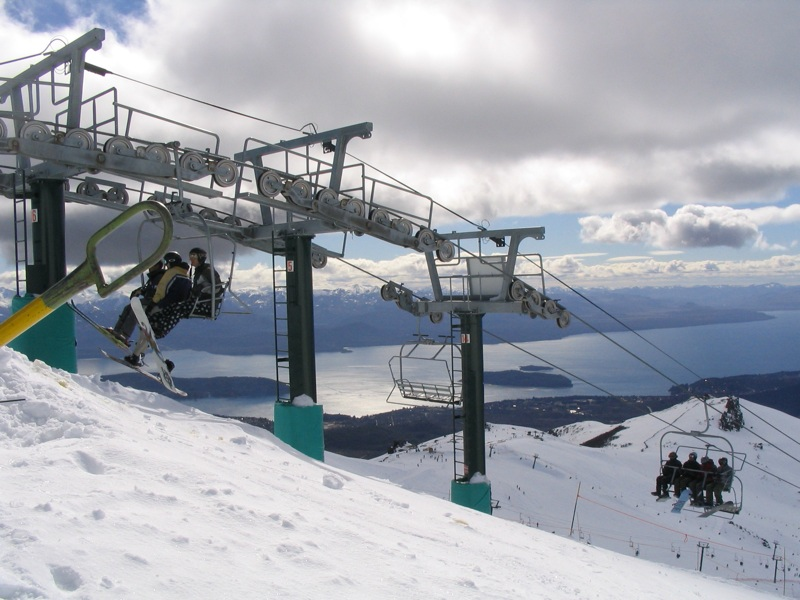
Skilift in Bariloche (Chili)

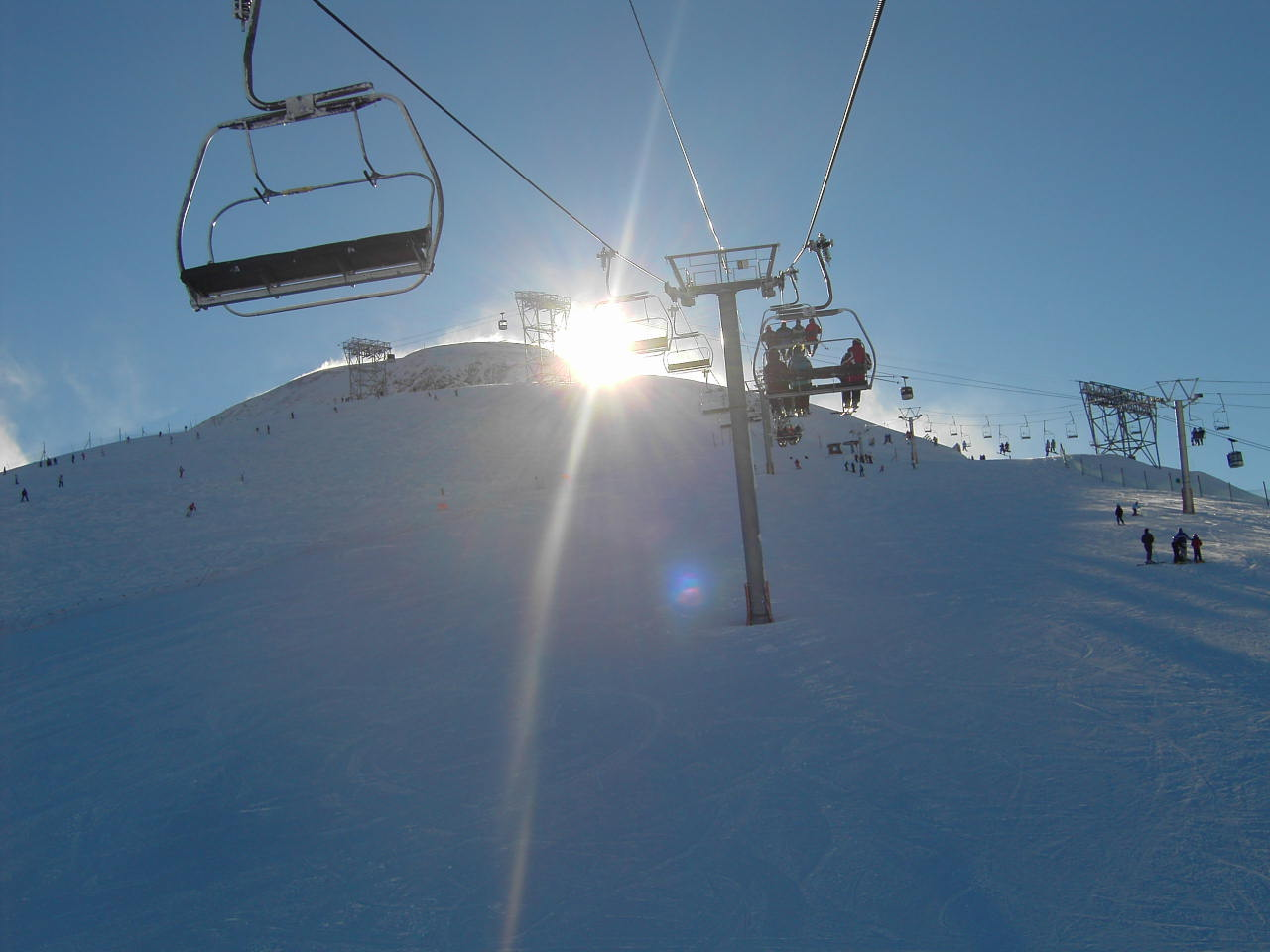
Skilift in Frankrijk

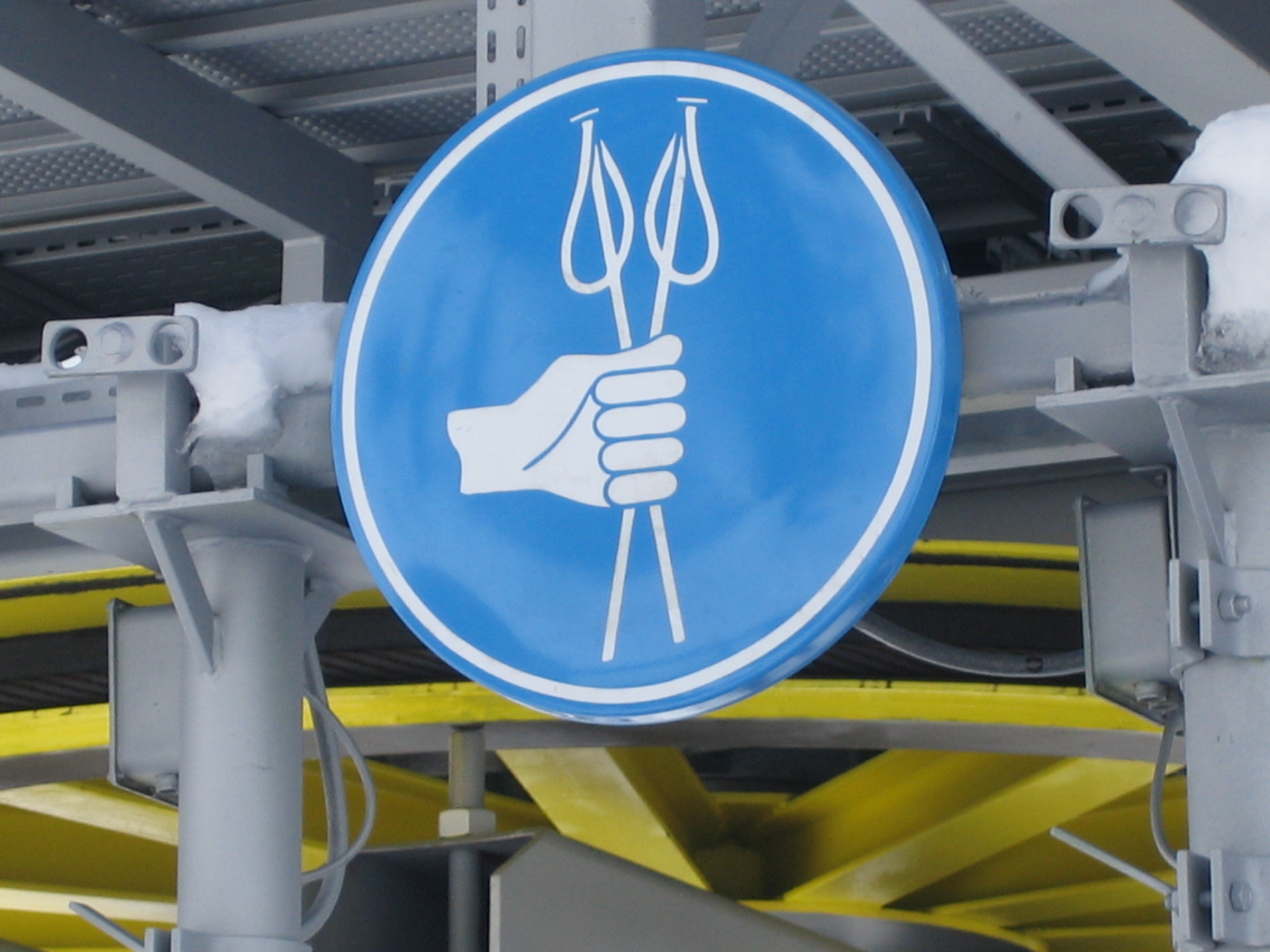
Bord bij skilift dat de skistokken in de hand moeten worden gehouden.

Een skilift is een lift die door skiërs gebruikt om hoger gelegen sneeuwgebieden te bereiken, dan wel, bij plaatselijk gebrek aan sneeuw, de sneeuwvrije gebieden te overbruggen of te bereiken. De meest gangbare varianten zijn sleeplift, kabelbaan of stoeltjeslift (zetellift). In de zomer kunnen hiermee ook zomertoeristen in de bergen worden vervoerd. De liften kunnen ook worden gebruikt om goederen naar of van hoger gelegen skihutten en restaurants te vervoeren.
De grootste fabrikant van skiliften is de Oostenrijkse Doppelmayr-Garaventagroep. Andere fabrikanten zijn het Franse Poma en het Italiaanse Leitner.

## Soorten liften
Gondel
- Traditionele gondel (ook wel pendelbaan genoemd): cabines in variërende formaten met capaciteiten tot bijna 200 personen. Vrijwel altijd omvat het geheel twee cabines die in tegengestelde richting bewegen (pendelen). Een gondellift heeft maar weinig liftpalen nodig en kan diepe dalen overbruggen. De grootste kabelbaan van Europa is de Vanoise Express, die de gebieden van La Plagne en Les Arcs verbindt. In de meeste gevallen hangt de cabine aan een draagkabel en wordt vervolgens voortgetrokken door een andere kabel.
- Cabinebaan (ook wel eitjes genoemd): cabines met 2 zitplaatsen. Ski's en snowboards worden meestal aan de buitenkant vervoerd. In tegenstelling tot de pendelbaan draait een cabinebaan rondjes. Hierdoor wordt de cabinebaan in het Duits Umlaufbahn (omloopbaan) genoemd. Hierdoor is er constant mogelijkheid tot in en uitstappen. In de meeste gevallen worden de cabines in de stations van de kabel ontkoppeld, waardoor men rustig in- en uit kan stappen. Nadat de cabine het station heeft gerond, wordt deze weer aan de kabel gekoppeld.
- 2 & 3S-banen: grotere cabines tot 40 plaatsen, meestal staanplaatsen. De cabine hangt aan een of twee draagkabels en wordt door een trekkabel voortgetrokken. Dit type lift werk ook volgens het omloopprincipe: het is dus een soort samenvoeging van de pendelbaan en de cabinebaan. Dit type lift wordt vooral toegepast wanneer grote afstanden zonder liftpalen overbrugd moeten worden, zoals dalen en kloven.
- Funitel (ook wel Funispace): grote cabines die elk aan twee trekkabels hangen. De grootste cabines bieden plaats tot 40 personen. Dit soort liften zijn te vinden in onder andere Hintertux, Val Thorens (o.a. Funitel de Péclet), Verbier, Ischgl, Crans-Montana en Kaprun. Deze liften zijn, doordat ze aan twee trekkabels hangen, goed bestand tegen schommelen door de wind.

Stoeltjeslift
- Vaste stoeltjesliften: stoeltjes zitten vast aan een kabel en worden in het station niet ontkoppeld. Deze liften komen voor in één, twee, drie, vier, zes en achtpersoonsconfiguraties
- Ontkoppelbare stoeltjesliften: stoeltjeslift voor twee, drie, vier, zes of acht personen, die bij het in- en uitstappen van de kabel worden ontkoppeld. Hierdoor kunnen passagiers rustig in- en uitstappen, terwijl onderweg een hogere snelheid kan worden gehaald ten opzichte van vaste stoeltjesliften. Moderne koppelbare stoeltjesliften hebben steeds vaker kappen die beschermen tegen wind en sneeuw (Wetterschutzhaube of Bubble), lederen zittingen en zitverwarming.

Sleepliften:
- Ontkoppelde sleeplift: herkenbaar aan de lange, zilverkleurige staaf die bij gebruik aan de kabel wordt gekoppeld. Deze liftvorm komt vooral in Frankrijk voor.
- Teller-sleeplift (ook wel pannenkoeklift): lift waarbij het ronde zitgedeelte verbonden is aan een kort plastic handvat, die aan een uitrolbare kabel vastzit. Aan het einde van deze uitrolbare kabel zit een klem die bevestigd is aan de trekkabel. Bovendien worden de handvatten niet ontkoppeld; het geheel zit permanent vast aan de kabel.
- T-lift (ook wel dubbele sleeplift of ankerlift genoemd): niet-koppelbare sleeplift met een ankervorm die plaats biedt aan twee personen. Deze sleeplift is vooral populair in Zwitserland, Oostenrijk en Zweden.

Bergspoorlijn of Standseilbahn/ kabelspoorweg
- Eigenlijk een trein die voortgetrokken wordt door een kabel. Groot voordeel is dat deze banen lang kunnen worden gemaakt, steil kunnen verlopen en waar nodig ondergronds kunnen gaan, waardoor gebieden kunnen worden bereikt die voor een normale skilift niet te bereiken zijn.

Lopende band
- Op de berg gelegde lopende band; deze zijn vaak te vinden op de skiweide voor de beginners.

Trektouw
- Continu rollend touw dat men vast dient te pakken en dat vaak gebruikt wordt om skiërs en snowboarders over korte vlakke stukken te trekken.